# チオエステル加水分解酵素
チオエステル加水分解酵素（Thioesterase）とはエステル加水分解酵素のうち、チオエステル基に特異的に作用するものである。この酵素は水の存在下でチオエステル基を切断し、酸とアルコールに分解する。チオエステル加水分解酵素はE.C.3.1.2.に登録される。

## 種類
例えば、アセチルCoA加水分解酵素、パルミトイルCoA加水分解酵素、スクシニルCoA加水分解酵素、ホルミルCoA加水分解酵素、アシルCoA加水分解酵素、ユビキチンチオエステル加水分解酵素が知られている。
ヒトのチオエステル加水分解酵素の遺伝子を以下に示す。
ACOT1, ACOT2, ACOT4, ACOT6, ACOT7, ACOT8, ACOT9, ACOT11 (STARD14), ACOT12 (STARD15), OLAH, PPT1, PPT2, THEM2 (ACOT13), THEM4, THEM4P1, THEM5